# Regelia
Regelia es un género de plantas con flores perteneciente a la familia Myrtaceae las cuales son endémicas del sudoeste y oeste de Australia.

## Etimología
El género fue descubierto por Johannes Conrad Schauer en 1843 que de dio el nombre de Regelia en honor del jardinero y botánico germano Eduard August von Regel. 

## Especies seleccionadas
- Regelia ciliata Schauer
- Regelia cymbifolia (Diels) C.A.Gardner
- Regelia inops (Schauer) Schauer
- Regelia megacephala C.A.Gardner
- Regelia velutina (Turcz.) C.A.Gardner